# Alegerile parlamentare din Ungaria, 1869
Alegerile parlamentare au avut loc în Ungaria între 9 și 13 martie 1869. Au fost primele alegeri organizate în Ungaria după formarea Austria-Ungariei. Principalele probleme au fost legitimarea Compromisului Austro-ungar din 1867 și organizarea administrativă a Austro-Ungariei.
Trei partide au candidat pentru cele 420 de mandate; susținătorii compromisului au fondat Partidul Deák, oponenții parțiali au fondat Partidul de Centru-Stânga și adversarii totali au fondat de Partidul de extrema stângă. Cele două partide principale au fost Partidul Deák și Partidul de Centru-Stânga. În cele din urmă Partidul Deák a câștigat 55,95% din mandate.

## Sistemul electoral
Începând cu 1867, în Regatul Ungariei avea validitate dreptul electoral pe clase. În Transleithania, privilegiile în funcție de starea socială și de avere erau în mod semnificativ mai pronunțate decât în Cisleithania.

## Rezultate
Câștigarea alegerilor a revenit Partidul Deák, care a obținut majoritatea absolută cu 235 din cele 420 de mandate.
| Partid                         | Mandate | %      | Rol parlamentar |
| ------------------------------ | ------- | ------ | --------------- |
| Partidul Deák                  | 235     | 55,95% | guvernare       |
| Partidul de Centru-Stânga      | 116     | 27,62% | opoziție        |
| Partidul de extrema stângă     | 40      | 9,52%  | opoziție        |
| Partidele minorităților etnice | 29      | 6,90%  | guvernare       |
| Total                          | 420     | 100%   | —               |